# Josh Adams (rugbista)
Joshua Huw Adams (Swansea, 21 aprile 1995) è un rugbista a 15 britannico, internazionale per il Galles, che gioca nel ruolo di tre quarti ala nei Cardiff Rugby in Pro14.

## Biografia
Adams crebbe nelle giovanili del Llanelli, club con il quale debuttò in prima squadra durante la stagione 2012-13 della Welsh Premier Division. Entrato a far parte dell'accademia degli Scarlets, esordì con la maglia della franchigia gallese nell'incontro con i Cardiff Rugby valido per la Coppa Anglo-Gallese 2014-15. Quella fu la sua unica partita per la compagine britannica infatti, nell'estate 2015, si trasferì al Worcester. Nella sua prima annata con la squadra inglese non ottenne nessuna presenza e, nel febbraio 2016, fu prestato al Cinderford, club partecipante alla National League One, terza categoria inglese. La stagione successiva fu mandato ancora in prestito, questa volta al Nottingham in Championship, ma, dopo una sola partita disputata, ritornò al Worcester dove iniziò a giocare più regolarmente. Nell'annata 2017-18 dell'English Premiership fu il miglior marcatore di mete con 13 segnature. Dopo tre stagioni nel club inglese, nel marzo 2019 annunciò il suo ritorno in Galles nella franchigia dei Cardiff Rugby a partire dalla stagione 2019-20.
A livello internazionale, Adams disputò con la nazionale gallese under-20 due edizioni del campionato mondiale giovanile, nel 2014 e nel 2015. Convocato dal commissario tecnico del Galles Warren Gatland per il Sei Nazioni 2018, debuttò in nazionale nella prima giornata del torneo contro la Scozia e, successivamente, scese in campo anche contro l'Inghilterra. Nel giugno 2018 prese parte al tour del Galles in Argentina, selezione contro la quale segnò la sua prima meta internazionale nel secondo ed ultimo test-match. Partecipò anche alla sessioni di amichevoli autunnali del 2018, nella quale giocò le sfide contro Australia e Sudafrica. Fu titolare in tutte le partite del Sei Nazioni 2019, segnando tre mete che contribuirono alla conquista gallese del Grande Slam. Prese parte alla Coppa del Mondo di Rugby 2019, chiusa dal Galles al quarto posto; nel corso del torneo iridato disputò tutti gli incontri realizzando 7 mete, laureandosi così miglior realizzatore della competizione e stabilendo il record per un rugbista gallese ad un mondiale.
Adams vanta una presenza con i Barbarians nel 2015.

## Palmarès
- Sei Nazioni: 1
Galles: 2019